# Saksonia-Coburg
Księstwo Saksonii-Coburga (niem. Sachsen-Coburg) – księstwo Świętego Cesarstwa Rzymskiego powstałe w wyniku wydzielenia z pozostałych ziem linii ernestyńskiej dynastii Wettynów. Stolicą księstwa było miasto Coburg. Obecnie w granicach Bawarii.

## Historia
Księstwo pierwszej kreacji powstało dla Jan Kazimierz syna. Po jego śmierci w 1633 roku ziemie księstwa przejął Jan Ernest, władca Saksonii-Eisenach. To księstwo również nie istniało zbyt długo, gdyż po śmierci Jana Ernesta zostało podzielone między Saksonię-Weimar i Saksonię-Altenburg. Drugie z nich zostało włączone do Saksonii-Gothy w 1672 roku.
Księstwo uzyskało odrębność ponownie po śmierci księcia Saksonii-Gothy Ernesta I Pobożnego. Następca Ernesta I, Fryderyk wydzielił braciom sześć księstw. W 1680 ostatecznie następcami księstwa Saksonia-Gotha zostały:
- Saksonia-Gotha-Altenburg
- Saksonia-Coburg
- Saksonia-Meiningen
- Saksonia-Römhild
- Saksonia-Eisenberg
- Saksonia-Hildburghausen
- Saksonia-Coburg-Saalfeld

## Książęta (Herzöge)

### Pierwsza kreacja (1572–1672)
- 1596–1633 Jan Kazimierz (lata życia 1564–1633)

1633 – księstwo odziedziczył brat Jana Kazimierza – Jan Ernest książę Saksonii-Eisenach

### Druga kreacja (1680–1735)
- 1680–1699 Albrecht, syn Ernesta I Pobożnego

1699 tron odziedziczył brat Albrechta – Jan Ernest IV, książę Saksonii-Saalfeld, powstało tym samym księstwo Saksonii-Coburga-Saalfeld

### Genealogia
- uproszczona genealogia panujących z dynastii Wettynów: